# Lawrence Holmes
Lawrence Holmes (ur. 10 stycznia 1962 w Georgetown) – kanadyjski zapaśnik w stylu wolnym. Dwukrotny olimpijczyk. Odpadł w eliminacjach w Los Angeles 1984 i Seulu 1988. Walczył w kategorii 57 kg.
Zajął trzynaste miejsce w mistrzostwach świata w 1982 roku.
Jego brat Gary Holmes również był zapaśnikiem i olimpijczykiem.